# MedEvac

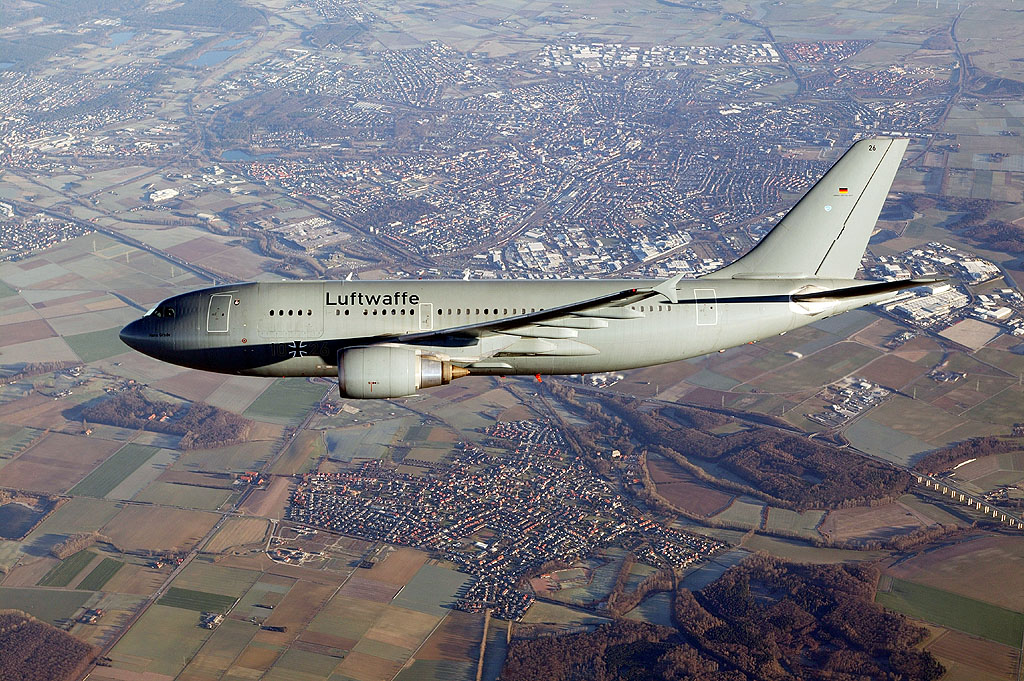
Airbus A310-304 MRTT MedEvac „Hans Grade“ della Luftwaffe

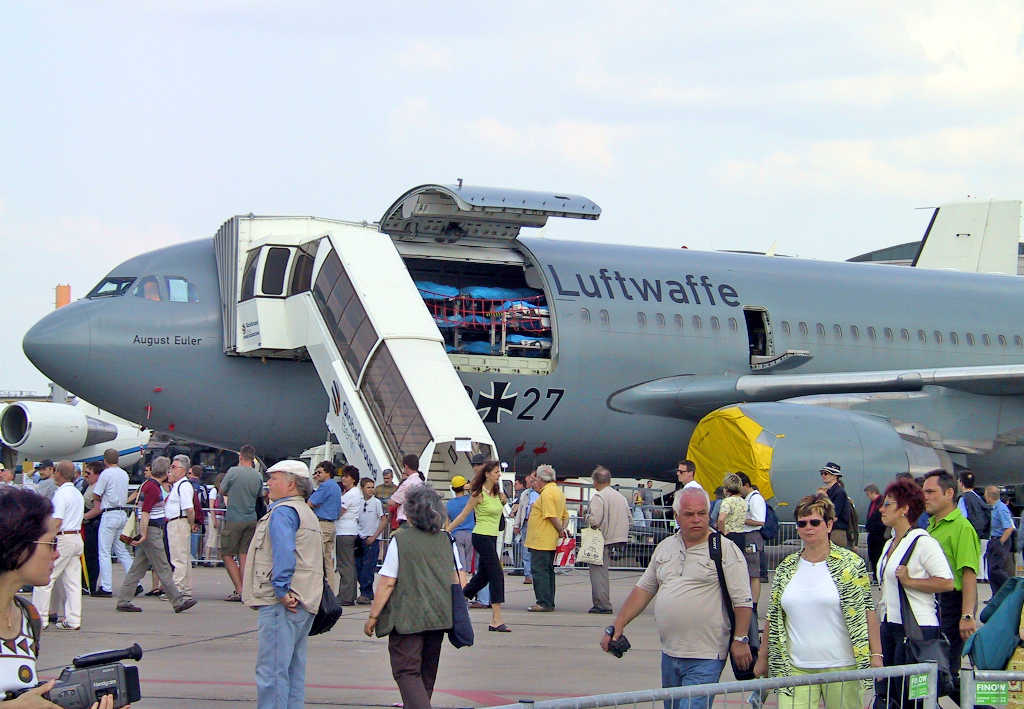
A310-304 MRT MedEvac „August Euler“ della Luftwaffe al ILA 2002

La locuzione inglese MEDical EVACuation (Med Evac), in tedesco MEDizinische EVAKuierung (med. Evak.), designa il servizio di trasporto di persone ferite da un luogo ad un altro per prestare le cure mediche necessarie. Questo può avvenire via terra, via mare o per via aerea (AirMedEvac). Vengono impiegati elicotteri e anche aeromobili per servizi internazionali e intercontinentali.
Il MedEvac militare è parte del Tactical Evacuation Care nel quadro del Tactical Combat Casualty Care.

## Storia
La prima operazione di MedEvac storica risale alla guerra franco-prussiana del 1870/71, con 164 persone ferite evacuate con palloni da ricognizione verso Parigi.

## Impiego in guerra

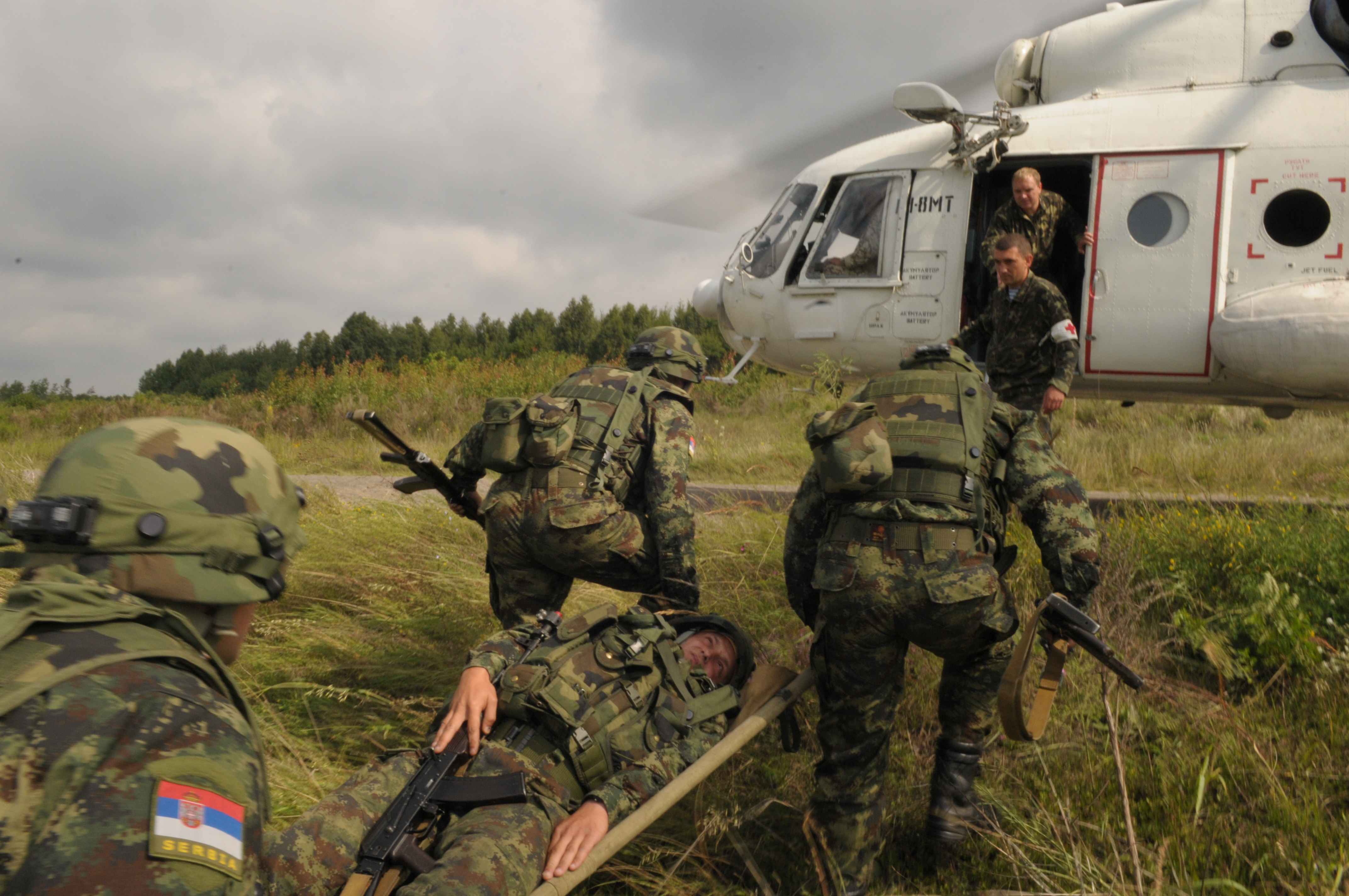
Soldati con ferito verso un elicottero, 2011

Velivoli secondo l'impiego della Bundeswehr per MedEvac:
- Transall C-160 - breve e medio raggio, 1.200-3.800 km[1]
- Airbus A310 MRTT -lungo raggio, 10.560 km[2]
- Airbus A319 CJ - medio e lungo raggio, 7.400 km[3]

## Elicotteri
- Elicottero di soccorso
- Elicottero di soccorso pesante
- Elicottero di trasporto per cure intensive